# Laryngalteorien
Laryngalteorin er en sproghistorisk teori om det indoeuropæiske ursprog, som første gang blev formuleret af den schweiziske lingvist Ferdinand de Saussure i 1878. Den beskriver et antal hypotetiske konsonanter, også kaldet laryngaler, som fandtes i ursproget, men som med få undtagelser ikke er bevaret i de indoeuropæiske dattersprog. Nutidige sproghistorikere antager almindeligvis, at der fandtes tre laryngaler, som plejer at betegnes *h₁, *h₂ og *h₃. Det er ikke kendt, andet end i meget grove træk, hvordan konsonanterne udtaledes, og ordet laryngal, som også har betydningen glottal konsonant, anvendes hovedsageligt af historiske grunde.

## Historik
Ferdinand de Saussure lagde grunden til laryngalteorien i afhandlingen Mémoire sur le système primitif des voyelles dans les langues indo-européennes. Afhandlingen blev skrevet i sommeren og efteråret 1878 og blev trykt i december samme år, men udgivelsesåret er 1879.
Saussure fremmede en enkel fremstilling af det ur-indoeuropæiske vokalsystem bestående af kun en oprindelig vokal, *a, og otte coefficients sonantiques, *m, *n, *r, *l, *i, *u, *A og *O̬. (Asterisk markerer her en rekonstruktion). Af Saussures coefficients sonantiques modsvares i den moderne standardteori *A og *O̬ af laryngalerne *h₂ og *h₃, og *m, *n, *r, *l, *i, *u af resonanterne, det vil sige nasalerne *m og *n, likviderne *r og *l samt halvvokalerne *y og *w. Saussure formodede at endda *A og *O̬, det vil sige *h₂ og *h₃, udgjorde halvvokaler.
Den danske lingvist Hermann Møller byggede videre på Saussures teori og foreslog i 1880 i artiklen Zur Declination: germanisch ā, ē, ō in den Endungen des Nomens und die Entstehung des o (<a2), yderligere et fonem: *E modsvarende *h₁. Til forskel fra Saussure anså Møller, at *A, *E og *O̬ var konsonanter, nærmere bestemt gutturaler. Det var også Møller som begyndte at kalde de nye fonemer laryngaler.
Den første, der tydeligt viste det rigtige i Møllers formodning at fonemerne var konsonanter, var den franske sprogforsker Albert Cuny. Hans argument var, at *A, *E og *O̬ måtte være konsonanter, eftersom det var resonanten, som blev vokal i de tilfælde et af disse elementer forekom efter *r, *l, *m eller *n.
Historien om laryngalteorien tog en dramatisk vending, da den polske lingvist Jerzy Kuryłowicz i 1927 i artiklen ə indo-européen et ḫ hittite, kunne vise, at en af Saussures coefficients sonantiques, *A, bevaredes i hittitisk.

## Udtale
Mindst en og formodentlig to af laryngalerne bevaredes som konsonanten ḫ i hittitisk. Men eftersom det er usikkert, hvordan den lyd som transskriberedes ḫ egentlig lød, er laryngalernes udtale fortsat omtvistet. Hittitisk blev skrevet med akkadisk kileskrift, og i akkadisk synes modsvarende tegn at stå før en toneløs velær frikativ, selvom det ikke er sikkert at de havde samme lydværdi i hittitisk.

### *h₁
Det er vanskeligt at sige noget om hvordan laryngalen *h₁ – som også forsvandt i de anatolske sprog – udtaltes, ud over at den med sikkerhed var en obstruent. Både [ʔ] og [h] er foreslået, men der råder vist samstemmighed om at den var en glottal klusil.

### *h₂
Laryngalen *h₂ bevaredes som konsonant i de uddøde anatolske sprog, f.eks. hittitisk. At dømme af attesteringerne synes den at have været en toneløs frikativ som udtaltes langt tilbag i mundhulen – en velær eller en faryngal: [x] eller [ħ].

### *h₃
Da *h₃ forekom før vokalen *e i urindoeuropæisk afrundedes vokalen, hvilket tyder på at laryngalen var labialiseret. I øvrigt kan *h₃ have lignet *h₂, men det er også muligt at de to laryngaler var forskellige på endnu andre måder.

## Reflekser

### Stavelsesdannende laryngaler
Når en laryngal forekom mellem konsonanter fik den (muligvis med nogle undtagelser) den såkaldte trippelrefleks i græsk, det vil sige *h₁ blev e, *h₂ a og *h₃ o. I indoiransk blev laryngalen, uanset type, i da den ikke forsvandt sporløst, og i øvrige sprog genspejles den som a eller er helt forsvundet. Reflekserne til det urindoeuropæiske ord for 'far', *ph₂tḗr, eksemplificerer den her udvikling:
urindoeuropæisk *ph₂tḗr 'far': sanskrit pitā́, avestisk (p)tā (men i dativ piϑrē), armensk hayr (fra et tidligere *haþir), tokharisk pācar/pācer, klassisk græsk πατήρ (patḗr), latin pater, oldirsk athir, gotisk fadar.
I begyndelsen af ord, før en konsonant, forsvandt laryngalen i de fleste tilfælde sporløst, ud over i græsk og armensk, hvor den genspejledes i trippelrefleksen e, a, o, og formodentlig i frygisk og måske i oldmakedonsk som også har en vokalrefleks. I hittitisk forekommer både reflekserne h og a, og i andre tilfælde er laryngalen helt forsvundet. Gennem at man før troede at vokalen var kommet til senere i græsk og armensk, talte man (og gør det fortsat) om protetiske vokaler. Reflekserne er e, a, o i følgende eksempel:
urindoeuropæisk *h₁rudhrós 'rød': sanskrit rudhirá-, klassisk græsk eruthrós, latin ruber, gotiska rauþs.
urindoeuropeiska *h₁me 'mig': sanskrit mā, oldkirkeslavisk mę, preussisk mien, armensk im (fra et tidligere *em-), hittitisk ammuk, klassisk græsk ἐμέ (emé), latin mē, gotisk mik.
urindoeuropæisk *h₂ues- 'dvæle, opholde sig': sanskrit vásati, hittitisk huiszi, klassisk græsk 

áesa < *aues- (aorist), gotisk wisan, jf. engelsk was.
urindoeuropæisk *h₃n(e)id- 'håne, smæde' sanskrit níndati, armensk anicanem (a- >*o-), litauisk níedèti, klassisk græsk óneidos, gotisk ganaitjan.
Den sidstnævnte urindoeuropæiske rod *h₃n(e)id- kan, undtagen i de fem ovennævnte sprog, endda ligge til grund for det danske ord nidding, oldnordisk níðingr, med den urgermanske rod *nīþa, fjendskab, strid. En parallellrod synes at foreligge i gotisk naitjan, håne, græsk óneidos, hån, bebrejdelse, sanskrit nidā, hån, bebrejdelse osv. Jf. nedstirre/nidstirre.

### Ikke-stavelsesdannende laryngaler
Allerede i ursproget farvedes vokaler ved laryngalerne *h₂ og *h₃: *e farvedes til *a ved *h₂ og til *o ved *h₃. I et senere stadie forsvandt ikke-stavelsedannende laryngaler, bortset fra i anatolske sprog hvor *h₂ og sandsynligvis også *h₃ genspejledes som en konsonant med translitterationen ḫ. I de ældste indoiranske sprog – vedisk sanskrit og oldavestisk – gav laryngalen ophav til vokalmøde eller en glottal klusil mellem vokaler. Der findes også en vis evidens for at laryngaler efter en konsonant fortsat regnedes i vedisk digtning. Følgende eksempel illustrerer denne udvikling. Læg mærke til at *e først farvedes til *a, i lighed med foregående princip.
urindoeuropæisk *h₂enti 'mod': sanskrit ánti, hittitisk ḫanti, klassisk græsk ἀντί (antí), latin ante.
I visse fald – når laryngalen kom efter en vokal sidst i et ord eller før en anden konsonant – forlængedes vokalen. Følgende eksempel viser hvordan *e først farves til *a og hvordan laryngalen derefter forsvinder samtidigt som *a bliver en lang vokal, ā, i latin:
urindoeuropæisk *peh₂-s- 'beskytte': latin pāstor 'hyrde', hittitisk paḫš-.

## Alternative betegnelser
| *h₁ | *h₂ | *h₃ | Eksempel                          |
| --- | --- | --- | --------------------------------- |
| *E  | *A  | *O  |                                   |
| ə₁  | ə₂  | ə₃  | Émile Benveniste, Calvert Watkins |
| *H₁ | *H₂ | *H₃ | Oswald Szemerényi                 |
| *H̑  | *H  | *Hº | Tamaz V. Gamkrelidze              |